# Vennebjerg Herred
Vennebjerg Herred var en del af det tidligere Hjørring Amt og det nuværende Nordjyllands Amt.
Herredet hørte i middelalderen under Vendsyssel, senere under Ålborghus Len og fra 1660 under Åstrup, Sejlstrup, Børglum Amt indtil herredet i 1793 kom under Hjørring Amt.
I Vennebjerg Herred ligger købstaden Hjørring ogfølgende sogne:
- Asdal Sogn
- Astrup Sogn
- Bistrup Sogn
- Bjergby Sogn
- Harritslev Sogn
- Hirtshals Sogn
- Horne Sogn
- Jelstrup Sogn
- Mygdal Sogn
- Mårup Sogn (Maarup)
- Rubjerg Sogn
- Sankt Catharinæ Sogn
- Sankt Hans Sogn
- Sankt Olai Sogn
- Sindal Sogn
- Skallerup Sogn
- Tornby Sogn
- Uggerby Sogn
- Ugilt Sogn
- Vennebjerg Sogn
- Vidstrup Sogn

## Historie
Vennebjerg Herred (1231 Winæbiærgheret) omfattede i 1500- og 1600-tallet de følgende sogne: Hjørring, Sankt Hans, Sankt Olai, Sankt Catharinæ, Kristi, Ugilt, Vidstrup, Vidstrup, Skallerup, Vennebjerg, Rubjerg, Mårup, Jelstrup, Harritslev, størstedelen af Hørmested, Lendum, Åsted, Skærum, Flade og Gerum. 26. november 1687 forenedes det med Horns Herred. Ved reskript af 15. november 1815 deltes jurisdiktionen, og følgende sogne henlagdes under herredet: Sankt Hans, Sankt Olai, Ugilt, Astrup, Sindal, Mygdal, Bjergby, Uggerby, Asdal, Horne, Tornby, Vidstrup, Skallerup, Vennebjerg, Mårup, Rubjerg, Jelstrup og Harritslev. 1919 kom herredet sammen med Hjørring by og Børglum Herred under politikreds nr. 52 og retskreds nr. 72, fra 1. oktober 1940 nr. 72a, fra 1956 nr. 78.
I 1600-tallet afholdtes tinget på Bagterp mark syd for Hjørring; dette kaldtes undertiden endda for Hjørring herreds ting. Fra 1688 havde man tingsted ved Astrup Kirke, hvor man opførte et tinghus. Fra 28. maj 1668 var herredsfogden tillige byfoged i Hjørring, og 1702 flyttedes tinget til denne by, hvor det forblev efter 1815.
Vennebjerg Herred hørte siden middelalderen under Åstrup len og fra 1660 under Åstrup og Sejlstrup amter, der 1671 blev forenet med Børglum amt og 1714 fik amtmand fælles med Ålborghus. Fra 1793 hørte det under det nyoprettede Hjørring Amt.
I gejstlig henseende hørte Vennebjerg Herred under Vendelbo eller Børglum Stift, efter reformationen under Ålborg Stift. Indtil 1813 udgjorde herredet et selvstændigt provsti, hvorefter det blev en del af amtsprovstiet for Horns, Vennebjerg og Børglum Herred. 10. april 1824 blev herredet sammen med Horns Herred ét provsti, som dog 5. marts 1864 blev delt, hvorefter Vennebjerg Herred blev et selvstændigt provsti. Ved ændringen af den verdslige jurisdiktion 1815 bevaredes den gamle herredsinddeling i gejstlig henseende, og først 17. november 1841 blev denne ændret så den afspejlede den verdslige.